# Ufijski Państwowy Instytut Sztuki
Ufijski Państwowy Instytut Sztuki imienia Zagira Ismagiłowa (baszk. Заһир Исмәғилев исемендәге Өфө дәүләт сәнғәт институты, ros. Уфимский государственный институт искусств имени Загира Исмагилова) – baszkirska artystyczna uczelnia wyższa.
Poprzednikiem uczelni był Ufijski Państwowy Instytut Sztuki (Уфимский государственный институт искусств), założony za podstawie dekretu Rady Ministrów Związku Radzieckiego z 5 czerwca 1968. Instytutowi przekazano wybudowany w 1834 roku budynek, w którym w 1891 roku, miał miejsce debiut sceniczny Fiodora Szalapina. W instytucie początkowo funkcjonowały dwa wydziały: muzyczny i teatralny. W 1969 roku utworzono Wydział Wokalny, w 1978 roku – Wydział Instrumentów Dętych i Perkusyjnych, a w 1973 – Wydział artystyczny.  
W 2003 roku instytut uzyskał status akademicki i został przemianowany na Ufijską Państwową Akademię Sztuki. W 2015 roku przywrócono historyczną nazwę, dodając do niej imię Zagira Ismagiłowa (1917–2003), pierwszego rektora instytutu. 
W skład uczelni wchodzą następujące jednostki administracyjne:
- Wydział Muzyki Baszkirskiej
- Wydział Sztuk Pięknych
- Wydział Muzyczny
- Wydział Teatralny